# Ранні переклади Нового Заповіту

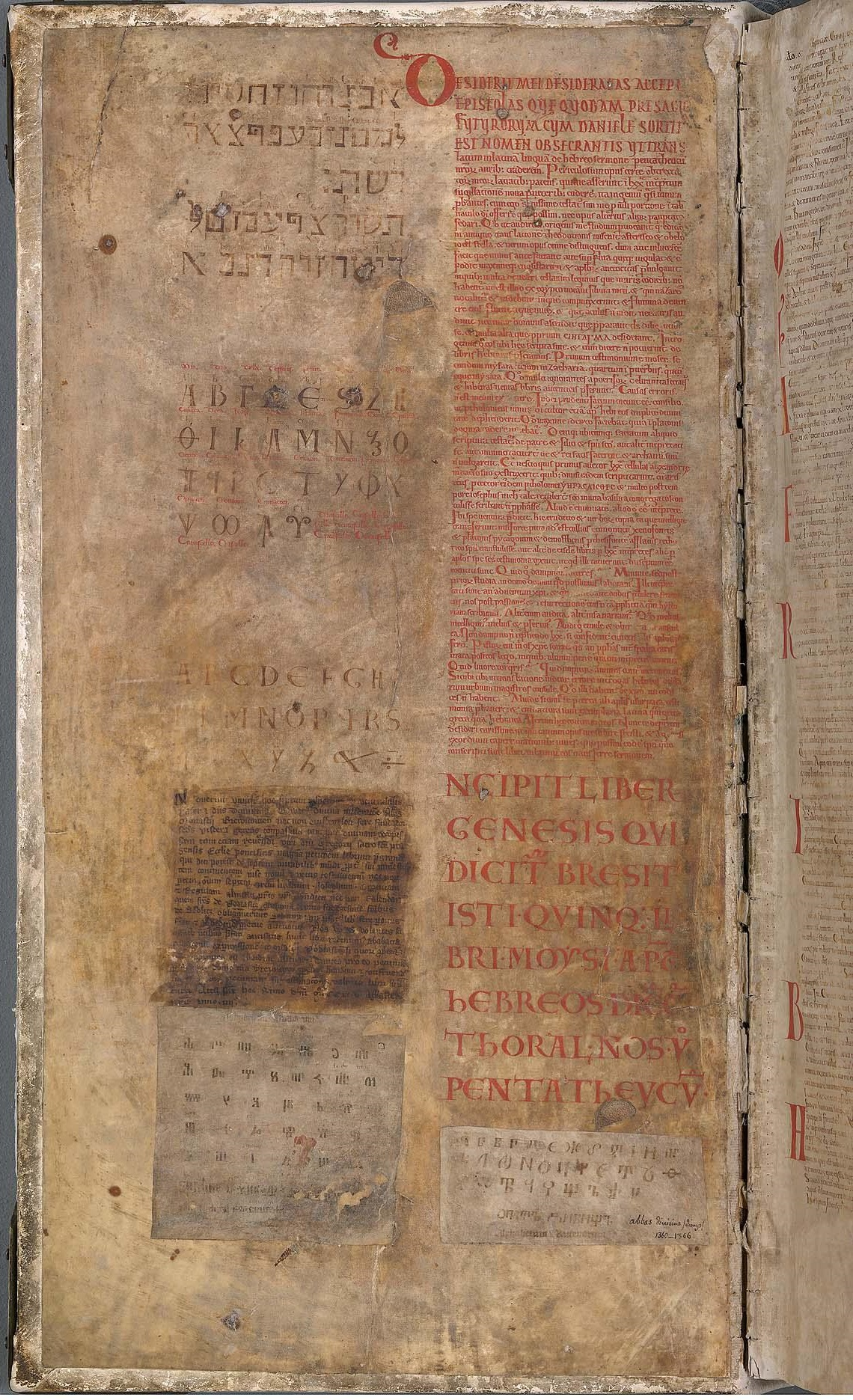
Перша сторінка Кодексу Гігас, біблійні алфавіти: іврит, грецький, латиньский, крім того: ефіопський і коптський.

Ранні переклади Нового Заповіту – переклади Нового Заповіту, які повстали в першому тисячолітті н. е. Серед них найбільш цінні то стародавні переклади. Вони відіграють значну роль в сучасній критиці Нового Завіту. Ці переклади, як і їх копії дійшли до рук дослідників, змінялися, але подальша історія їх тексту була незалежна від грецького тексту і для того помагає в відтворенні грецького тексту. Троє з них – сирійський, латинський, коптський – походять з кінця II ст. н. е і є старшими, ніж заховані повні рукописи грецького тексту Нового Заповіту. З'явилися перед першими рецензіями грецького Нового Заповіту і для того найбільш цінні. Вони обов'язково цитуються у всіх критичних виданнях грецького тексту. Переклади, які повстали після 300 р. н. е (вірменський, грузинський, ефіопський) залежні від рецензії, але також важливі, як правило, теж знаходяться в критичному апараті. Переклад готський і слов'янський рідко цитуються в критичних виданнях. Пропущені ті з перекладів I тисячоліття, які не були перекладені безпосередньо з грецького оригіналу, але на основі іншого перекладу (Вульгати, Пешитти і інші). 
Переклади з другої половини I тисячоліття мають менше значення від перекладів стародавніх для відновлення початкового тексту Нового Заповіту, бо пізніше з'явилися. Беручи під увагу, що завжди може трапитися, будь-який з уроків Писання краще перекажуть, ніж стародавні переклади. Критиків тексту в першу чергу цікавить, яку з сімей грецького тексту підтримують. Тому вони не можуть бути недооцінені в відтворенні історії тексту Нового Заповіту. Серед перекладів I тисячоліття повністю зникли переклади на перську і кавказько-албанську мови. 
В 27-му виданні грецького Нового Заповіту, Нестле-Аланд (НА 27) в критичному апараті цитовано переклади на наступні мови: латинську (старолатинська і Вульгата), сирійську, коптські діалекти (саїдський, бохаїрський, ахміміньський, субахміміньський, центрально-єгипетський, центрально-єгипетський фаюмський, протобохаїрський), вірменську, грузинську, готську, ефіопську, староцерковнослов'янську. Пропущено переклади на арабську, нубійську, согдийську, староанглійську, старо-нижньо-німецьку, старо-верхньо-німецьку, старофранцузьку. 

## Сирійські переклади

### Старосирійські переклади
Сирія відіграла важливу роль в ранньому християнстві. У I ст. Антіохія була важливим центром місійним, а в II ст. служила мостом між Палестиною і "західнім" християнством. Учнів Ісуса вперше назвали християнами в Антіохії (Дії 11: 26). Тут, ймовірно, було створене Євангеліє від Матвія і Луки, Дидахе, в 107 р. – Ігнатіана і наприкінці II ст. – Євангеліє від Фоми. В Сирії перехрещувалися впливи грецької і сирійської мови. У самій Антіохії домінувала грецька мова, але поза межами (Дамаск, Едеса) знання грецької мови було набагато менше. З плином часу вплив грецької зменшувався. В Палестині використовували сирійський діалект, який близький до арамейської мови, ту, яку використовували Ісус і апостоли, перші сирійські переклади були створені в той час, коли ще жив усний переказ про Ісуса і апостолів. Ключова термінологія апостолів не була забута і навіть в якійсь мірі, була збережена в самих ранніх перекладав. Сирійські переклади дозволяють краще зрозуміти авторів Нового Завіту, писаних грецькою, але думаючих семітської мовою. Саме тому критики тексту мають особливу повагу до сирійського перекладу. 
Найстарший переклад Нового Заповіту на сирійську мову, ймовірно, є Діатессарон (Гармонія чотирьох Євангелій), складеної Татіаном близько 170 р. Татіан створив свій хронологічний порядок, в деяких місцях різко відрізняється від хронології кожного Євангелія. Тексти, які повторювалися були відхилені, в результаті чого Діатессарон має 72% загального обсягу чотирьох Євангелій. Татиан в найбільшому ступені використав Євангеліє від Іоанна, а в найменшому – Євангеліє від Марка. 56 рядків канонічних Євангелій не знайшли своїх відповідників в Діатессароні. Пропущено родовод Ісуса, тексти, які говорять про людяність Христа, Йосип не названий чоловіком Марії. Не має також Pericope adulterae (Івана 7,53-8,11). Презентує західний текст. Старозаповітні цитати згідні з текстом Пешиттти. Збереглися в арабському і латинським перекладі, грецькою мовою збереглися лише фрагменти. 
Наступний переклад – весь Новий Заповіт – був зроблений близько 180 р. (або раніше). Цитує його Єфрем Сирин. Названий старосирійськім перекладем, і був складений на основі старого тексту, що представляє західний тип тексту. Він зберігся тільки в двох ранніх рукописах: куретонський (IV ст. ) і Синайський (V ст. ). Перший з них був опублікований Вільямом Куретон в 1858 р. і означенний як syrcur, другий був виявлений А. С. Льюїс в 1892 р. в Синаї, показаний як syrsin і є палімпсест. Рукописи були підготовлені в V (можливо, в IV ст. ), але передають текст, близький тексту з 200 р. Обидва рукописи містять значні прогалини. Старосирійський переклад листів Павла не зберігся. Наука знає його тільки з цитат отців з Східної Церкви. 

### Пешиттта

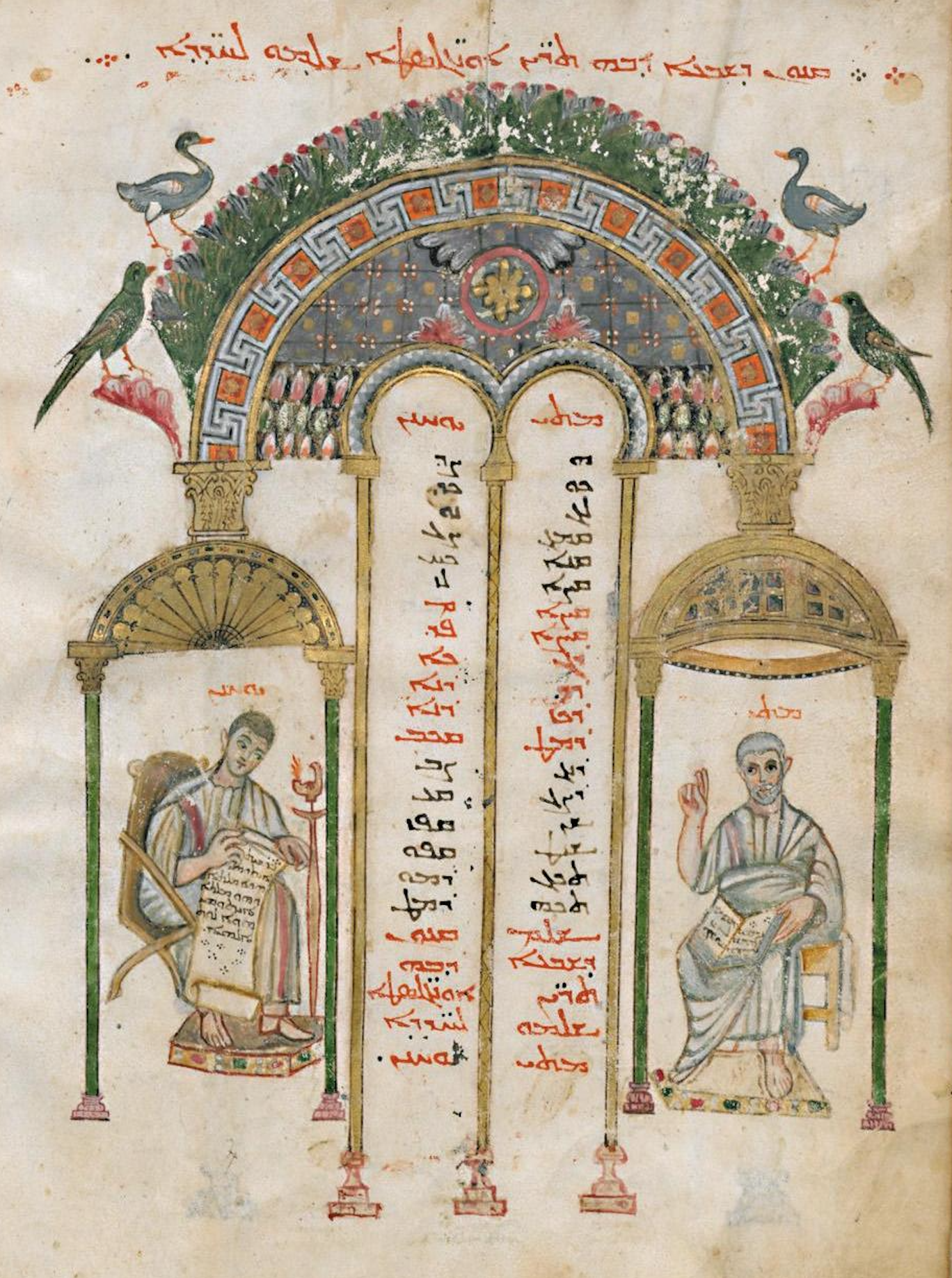
Євангеліє Рабуллі

На початку V ст. , були знову перекладені  всі книги Нового Заповіту (за винятком 2 послання Петра, 2-ге і 3-тє послання Івана, послання Іуди, Об'явлення Івана Богослова), можливо, щоб стерти відмінності, які мали місце між існуючими перекладами. Пешиттта позначається символом syrp. 
Аж до кінця  XIX ст. вважалося, що Пешиттта була заснована в  II ст. Після публікації Буркітта більшість біблістів погодилося, що ту робота виконав Раббула єпископ Едеси (вмер в 436 р. ). Авторство Раббулі залишається під питанням, тому що з'являється в його творах цитати, які не завжди згідніні з Пешитттою. 

### Обмеження сирійських перекладів
Сирійська мова, як семітська не має термінал закінчень і не може дозволити собі стільки свободи в зміні порядку слів, якою характеризувалася грецька мова. Дієслово відміняється  абсолютно інакше, ніж в грецькій мові. Сирійська мова мала "status emphaticus", використання якого не завжди відповідає грецьким артиклям. 
У транскрипцій власних назв приголосного ξ відповідає двом приголосним сирійським ܭܣ. Буква був розшифрований ܛ і θ по ܬ (наприклад: ім'я Τιμοθεε, Тимофій, ܛܡܬܐܘܣ). У разі семітизмів прагнули відтворити первісне семітське звучання, але не всі семітські імена були ідентифіковані (наприклад, Арета 2 Кор. 11: 32). Грецький текст НЗ двома способами відобразює назву міста "jirušalaim": Ιερουσαλημ / Ιεροσολυμα, переклади сирійські мають єдину форму: Urišlem. Διαβολος регулярно подавано як Сатана. Σιμων / Πετρος / Κηφας. Σιμων Πετρος майже завжди є як šem'un KEPA. Πετρος, але іноді вона подарована Птвс. Найбільше проблемів є від відмінні дієслова. 

## Латинські переклади

### Переклади старолатинські

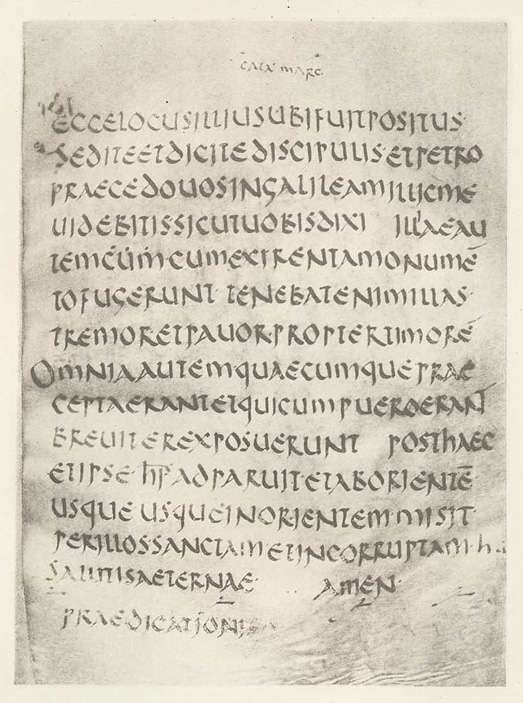
Кодекс Бобіенсіс – остання сторінка "Євангелія від Марка"

Західна церква використовувала спочатку грецьку мову, так що не відразу виникла необхідність перекладу Біблії на латинську мову. Перші латинські переклади з'явилися спочатку в Північній Африці (близько 170 р. ), а потім в Римі і Галлії. Їх число постійно зростало і в середині IV ст. досягло 40. Всі ці переклади були засновані на Септуагинте і рабсько тримаються грецького тексту. Переклади, зроблені до Вульгати називається старолатинськими перекладами – Vetus Latina. Найважливішими і найбільш високо цінні були: Афра і Італа, але жоден з них не отримав широкого визнання у всій Церкві. Обидва є перекладами західнього типу тексту. Афра більш була відхилина від грецького тексту. Італа мала кілька візантійських запозичень, число яких з часом збільшилася. Ці переклади постійно трансформовалися, розмножувалися їх варіанти тексту. 
До нашого часу не збереглося жодного старолатинського рукопису, який передавав повний текст НЗ. Збереглися тільки 32 рукописи, що містять Євангелія, 12 – Дії, 4 – Листи Павла і 1 –  Об'явлення Івана Богослова, крім того, ряд фрагментів, всього разом 89 рукописів. Вони походять з IV-XIII ст. Більшість з них представляють Італу, рукописів Афри -збереглося мало. Найбільш цінні рукописи:
- Codex Bobiensis 1 (k), має Мф 1-15 і Мк 8-16, походить близько 400 р. Він був перевезенний з ірошотландського монастиря в Боббіо на півночі Італії. Переказує Versio Афра і є найважливішим свідком цього тексту, є згідний з 0171 і подібний з цитатами Кипріяна. Зберігається в Турині.
- Codex Palatinus 2 (e), містить чотири Євангелія, датований на IV ст. ; написаний срібною фарбою. Текст має риси європейської Versio Афри. Зберігається в Трент.

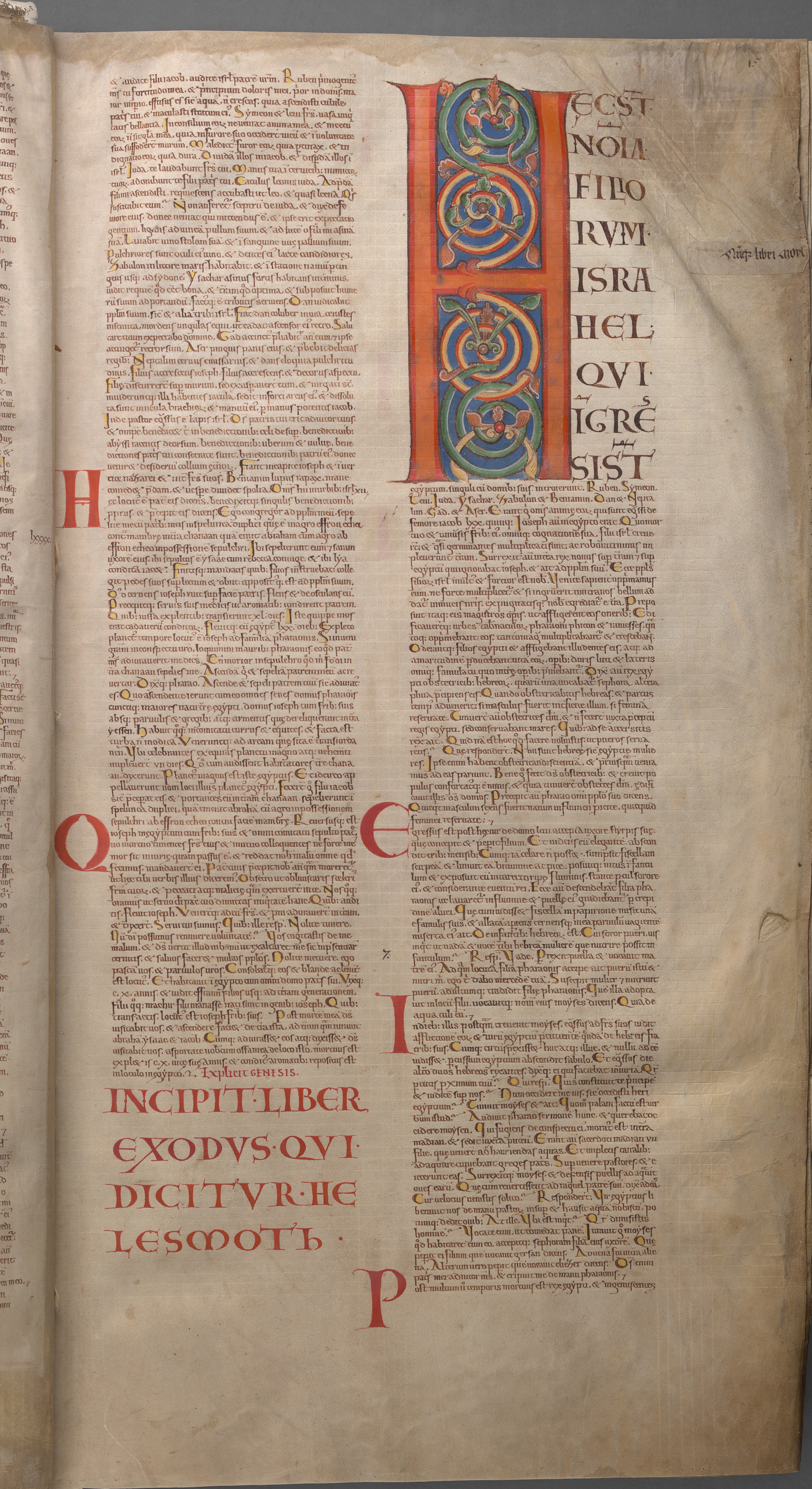
Кодекс Гігас

- Codex Vercellensis 3 (a), Євангеліє, друга половина IV ст.
- Codex Veronensis 4 (b), Євангелія; кінець V ст. ; Верона. Беркітт вважав, що цей тип тексту, який використовував  Ієронім, як основу для  Вульгати.
- Кодекс Бези (Codex Bezae) 5 (d), Євангелія, Дії, 3-е Іванна. Латинський текст незалежний від грецького тексту (зліва), переклади старолатинський і Вульгата. Він був створений близько 400 р.
- Codex Colbertinus 6 (c), чотири Євангелія, XI ст. , змішаний текст, це по суті Італа,переривана партіями Афри. Обидва ці тексти були забруднені Вульгатою.
- Codex Corbeiensis 8 (ff2), Євангелія; V ст. Спочатку належав монастирю Корбей поблизу Ам'єна, сьогодні зберігається в Парижі.
- Codex Brixianus 10 (f), Євангелія; VI ст.
- Клермонтський кодекс (Codex Claromontanus) 12 (h); містить Євангелія; початок V ст.
- Codex Vindobonensis 17 (i), Євангелія; V ст.
- Codex Ambrosianus 21 (s), Євангелія; V ст.
- Кодекс Гігас (Codex Gigas) 51 (gig), завершений в 1229 р. ; має 320 листків розмірами 89x49 см, товщиною 22 см і вагою 72 кг. Кодекс передає текст Вульгати, але Дії і Об'явлення Івана Богослова – старолатинський переклад. На додаток містить цілий комплекс робіт і договорів, серед них: Antiquitates і De bello Judaico Йосипа Флавія, Etymologie Ісидора Севільського, Чеський літопис Косми з Праги (1045-1125). У 1648 році Кодекс появився в Швеції і з тих пір зберігається в Стокгольмі.
- Codex Bobiensis or Vindobonensis 53 (s), палімпсест, має Дії і Послання VI ст. , які в VIII ст. були переписані.
- Codex Floriacensis 55 (h), має ¼ Дій, фрагменти Послання і Об'явлення Івана Богослова; V/VI ст. ; Versio Афра. Текст рукопису містить багато помилок, подорож Павла описано в Діях 28:1-13 написана коротко.
- Codex Claromontanus 75 (d) Листи Павла; V/VI ст.
- Codex Boernerianus 77 (g), листи Павла; IX ст.
- Codex Augiensis 78 (f), листи Павла; IX ст.
- Codex Guelferbytanus 79 (gue), листи Павла; VI ст.

### Вульгата

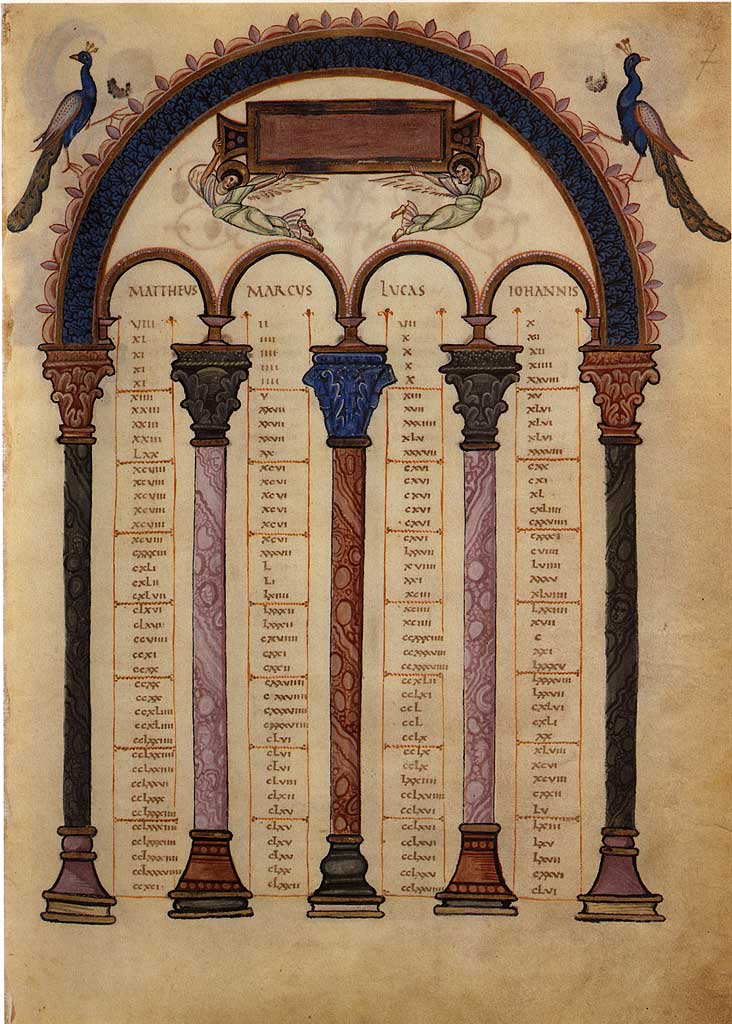
Євангеліє з Лорш

Італа була невпорядкованою, і з часом збільшувався безлад. У цій ситуації Папа Дамас доручив Ієронімові зробити новий переклад всього Письма на латину. Робота над Євангеліями зайняла близько року і була завершена 383 року. Це був переклад Італи, який Ієронім порівняв з грецькими рукописами. Найбільш ретельно переклав Євангелія, назвав Вульгата (vulgus – загальна, звичайна), він зустрівся з критичною оцінкою і неодноразово виправляв, але наприкінці VI ст. мала вже авторитет, стала офіційною Біблією Західної Церкви. 
Так як Вульгата протягом деякого часу функціонував поряд з старолатинськими перекладами, це вплинуло на старолатинські ремінісценції в тексті Вульгати і на їх корекцію. Крім того, через неуважність переписувачів текст зазнав дальшого спотворення. У цій ситуації, Алкуин (735-804) і Теодульф (750-821) спробували переглянути і очистити текст Вульгати, але їх зусилля сприяли зростанню змішаної версії. Над переглядом тексту Вульгати працювали пізніше Ланфранк Бек (1005-1089) і Стефан Хардінг (пом. 1134 р. ), також безрезультатно, тому в кінці Середньовіччя виникла correctoria, серед них Біблія Паризька. Після того, як винайшли друкарство в Європі Вульгата стала першою друкованою книгою – була створена Біблія Гутенберга (1452-1456). 
Першим критичним виданням тексту Вульгати була робота Роберта Стефануса в 1528 р. . У 1546 р. на Соборі Тридентськім прийняли необхідність підготовки перегляду Вульгати. Він був зреалізований Сикстом V у 1590 р. (Сикстинська Вульгата), але був недосконалим з точки зору критичної, так що наступник Сикста, Климент VIII здійснив поправки в 4900 місцях Клементинської Вульгати (1592, 1593, 1598). 
У 1907 р. Папа Пій X зібрав комісію з ціллю перепровірення Вульгати. Ідея полягала в тому, щоб поліпшити текст в дусі досягнень сучасної лінгвістики, очищаючи від середньовічних нашарувань і перекласти ще раз те в чому Ієронім відійшов від оригіналу. Робота тривала кілька десятиліть і з'явилися в 1926-1969 р. . 
Вульгата Стутґартіана більш схожа до Клементинської Вульгати, ніж editio nova, це спроба привести текст до оригінальної Вульгати Ієроніма, наскільки це можливо. Головним чином заснований на Аміатинському кодексі з VIII ст. 
До сучасності збереглося понад 10 000 рукописів Вульгати. Їх точна кількість невідома. Найбільш відомими і високоцінними рукописами Вульгати є:

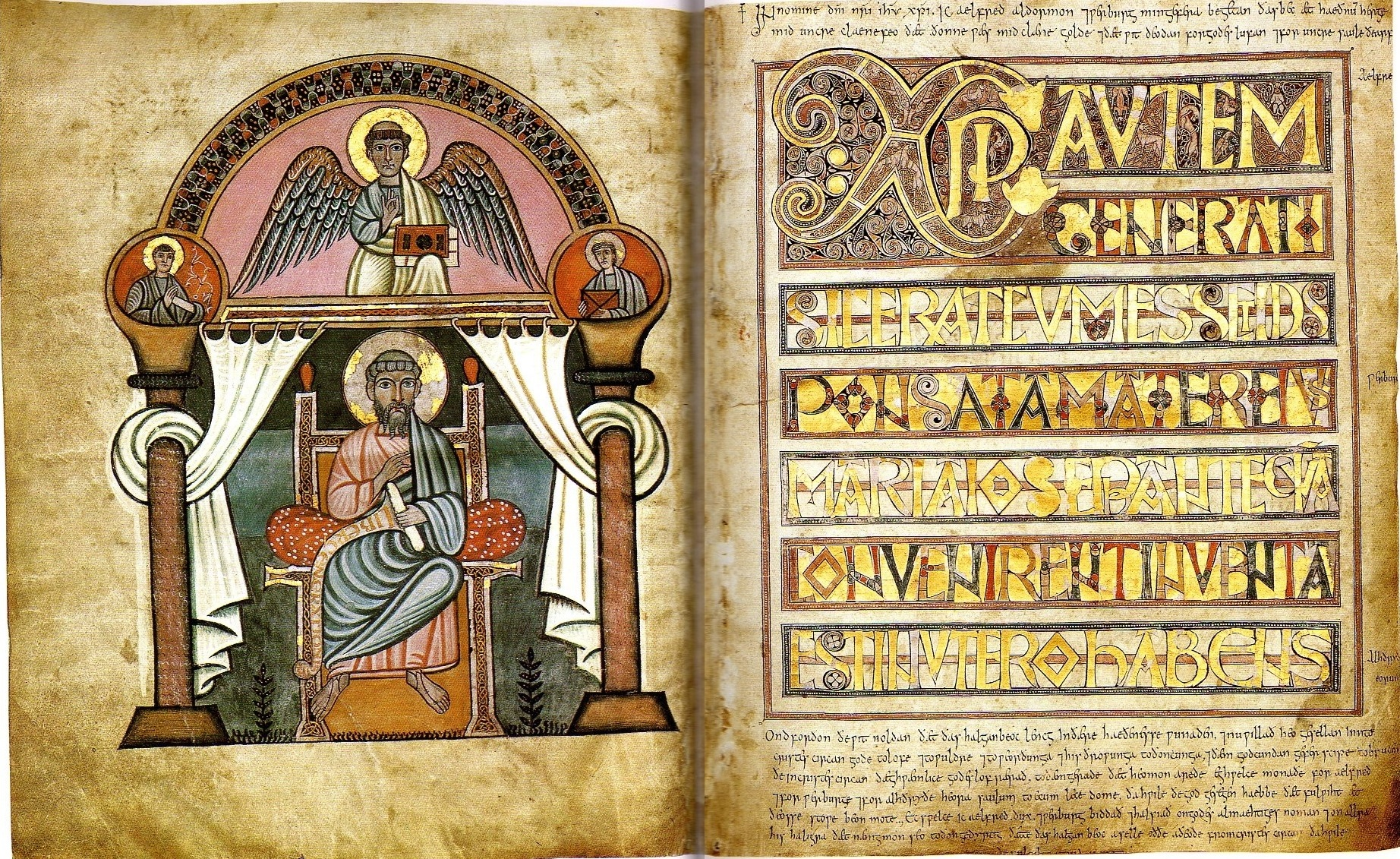
Кодекс Ауреуський, початок Євангелія від Матвія.

- Аміатинський кодекс (Codex Amiatinus) (A), найстаріший рукопис з повним текстем СЗ і НЗ, що складається з 1029 листків з розмірами 50,5x34 см і товщиною 15 см. Написаний колориметричними, великими, чіткими, регулярними і красивими літерами. Він був складений до 716 р. на підставі Кодексу Грандірсьго з VI ст. , в північній Англії. З 1786 р. він зберігається в Бібліотеці Лауренціанській. Має репутацію, як найкращого свідка тексту св. Ієроніма. Тішендорф опублікував текст в 1854 р. [17]
- Дублінський кодекс (Codex Dublinensis) (D), або Книга з Арма, містить повний текст НЗ. Написаний в 807 р. , має Послання до Лаодикії після Послання до Колоссян, Дії були поміщені в книзі Об'явлення Івана Богослова. Показує тип тексту ірландської Вульгати, який характеризується багатьма додатками. У деяких місцях можна помітити, що текст Кодексу має сліди тексту грецького рукопису, що представляє групу Феррара (F13). Зберігається в Триніті-коледжі в Дубліні.

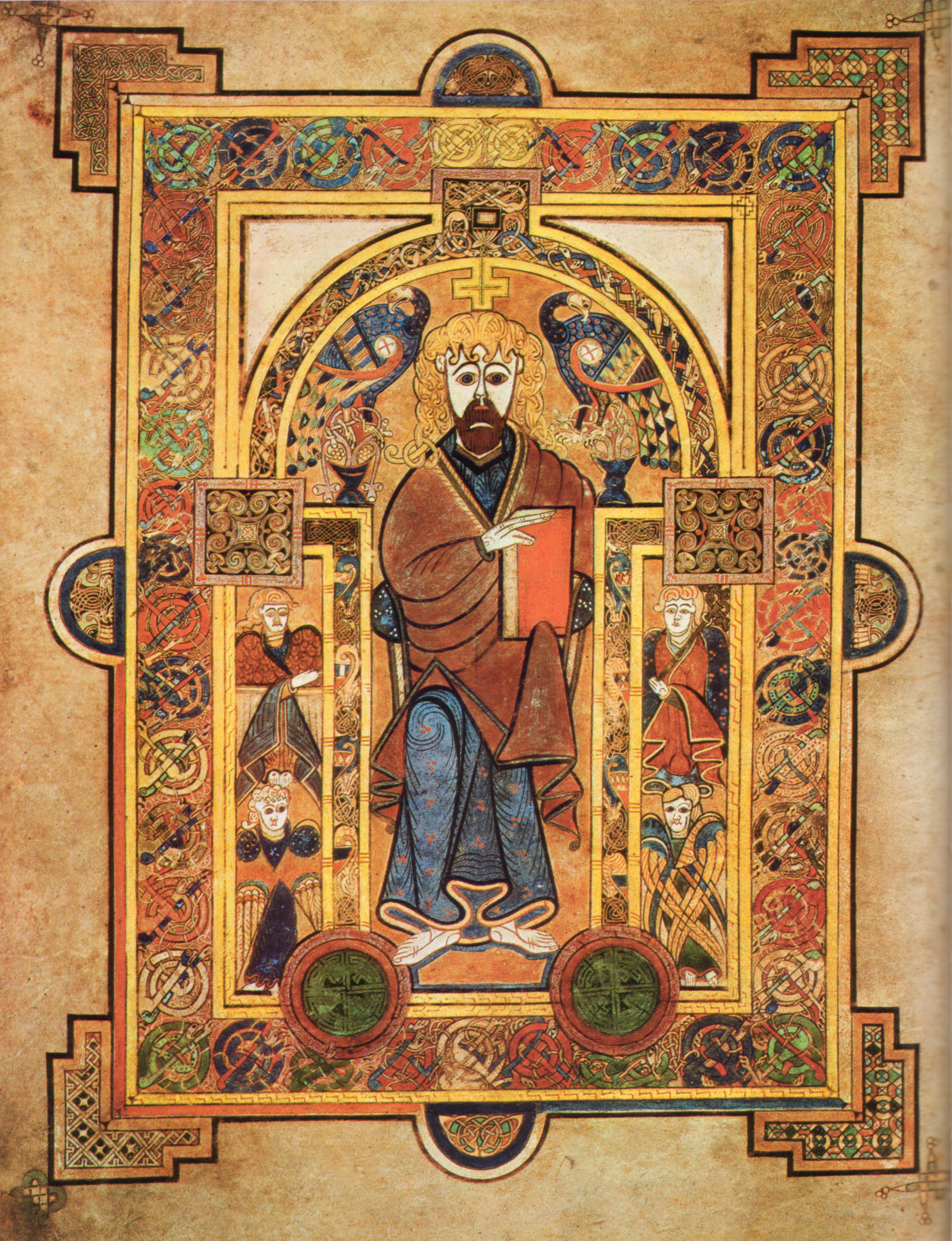
Книга з Келлс, ілюстрація Христа Царя

- Фульдський кодекс (Codex Fuldensis) (F), написаний в 541-546 р. в Капуа, на прохання єпископа Віктора. Був перевірений і виправлений їм особисто. Він містить Євангеліє у вигляді  Діатессарон Татіана, крім того: Послання до Лаодикії та пролог Ієроніма до канонічних Євангелій. Текст Кодексу близький до Аміатинського кодексу. Він зберігається в бібліотеці в Фульда (Абб. 61).
- Кодекс Сангерманенський (Codex Sangermanensis) (G), НЗ, початок IX ст. , є одним з найбільш важливих представників французької Вульгати. Він був використаний Стефанусем в його Біблії Sacra (1538-1540, 1546). Зберігається в Парижі (БНФ, зах. 11553).
- Кодекс Комплутенський (Codex Complutensis I), завершений в 927 р. Він містить всю Біблію, Послання до Лаодикії наступне Послання до Євреїв. Він був використаний кардиналом Жіменеза, опублікований ним в Поліглоті Комплутеньськім. Під час громадянської війни в Іспанії (1936-1939) він був майже повністю знищений. Збережені залишки зберігаються в Мадриді (Бібл. Ун-ту. Cent. 31).
- Міланський Кодекс (Codex Mediolanensis) (M) містить чотири Євангелія, починаючи з другої половини VI ст. Текст дуже добрий, в порівнянні з Аміатинським і Фульдським. Він зберігається в Бібліотеці Амброзиана.
- Кодекс Кенаненьський (Q), Книга з Келлс; містить Євангелія, походить з VIII/IX ст. Текст  тип ірийський із зазначенням помилок від не розуміння тексту переписувачем. Відомий своєю гарною оздобою.
- Кодекс N, Євангелія, V ст. ; палімпсест. Він був створений в Італії, зберігається в Парижі (БНФ, лат. 1628) і Отуні (Бібл. мун. 21). Один з найстаріших рукописів Вульгати.
- Кодекс Равеннський (Codex Reginensis) (R), листи Павла, VIII ст. був складений в сусідньому Равенні, зберігається в бібліотеці Ватикану.
- Кодекс Ліндсфарненський (Codex Lindisfarnensis) (Y), має Євангеліє, складений після 687 р. ; дуже ілюстрований, він вважається однією з найкрасивіших книг світу. Текст показує подібність з Аміатинським. Пізніше, між рядками латинського тексту, хтось додав текст на англо-саксонській мові, яка представляє собою парафраз латинського тексту. Зберігається в Британській бібліотеці.
- Кодекс Харлеіанський (Codex Harleianus) (Z), містить Євангелія, VI/VII ст. Спочатку він знаходився в Королівській бібліотеці в Парижі. Був вкрадений Жан Аймоном в 1707 р. і проданий Р. Харлейові, який передав його Британській бібліотеці.
- Кодекс Теодульфіанський (Codex Theodulphianus) (Θ) – СЗ і НЗ, Псалми і Євангелія, написані сріблом на пурпурі, близько 900 р. , рецензія Теодульфа; зберігається в Парижі.
- Кодекс Сангалленьський (Codex Sangallensis) 1395 (Σ), найстаріший відомий рукопис, що містить Євангелія Вульгату, хоча численні прогалини; з початку V ст. ; зберігається в Св. Галлен. Від текстів св. Ієроніма ділить його кілька примірників. [18]

### Обмеження латинських перекладів
Обмеженням латинських перекладів то транскрипція семітських імен і дат: Каіфа/Каяфа, Скаріот/Іскаріот, Істрахел / Ісрахел, Ісак / Ісаак. Інший вид граничної причини латинізму (наприклад. Ἑκατονταρχης / κεντυριων → Центуріон). Через обмеження латинської граматики не можна відрізнити часу аорист і перфектум. Обидва ελαλησα і λελαληκα повинні бути віданні Locutus sum. Латинська мова не має артиклів. Іноді артиклі можна замінити займенником в виразах hic mundus або hoc saeculum. Грецька мова має багато форм заперечувань οὐ, οὐκ, οὐχ, οὐχί, μή, οὐ μή, μὴ οὐ, а в латині їх набагато менше, і в результаті вони перекладені як non або  nonne [з]. Частка οὐδε / μηδε перекладається в neque і прикметник οὐδεiς / μηδεις перекладається nemo. Грецькі синонімів, такі як καταγγέλλω і ἁναγγέλλω, οἰκέω і κατοικέω неточно розрізняють на латині. Іноді виникає проблема з приводами ἐκ і ἁπό, ἁπό і ὐπό, Еу і ἐπί, подарованої латиниці. Також εἰς і ἐν в грекі елліністичній можуть бути використані як взаємозамінні. Це проблема також і для всіх синонімів. 
Взагалі латинські переклади були дуже буквальними і те саме грецьке слово, намагалися перекласти тим самим латинським. Але не завжди так, виходило, особливо в разі Versio Афри, яка ті самі грецькі слова, перекладала різними латинськими термінами. Термін αὐτου перекладий як eius або illius, ην як erat або fuit.  [D]. 

## Коптські переклади

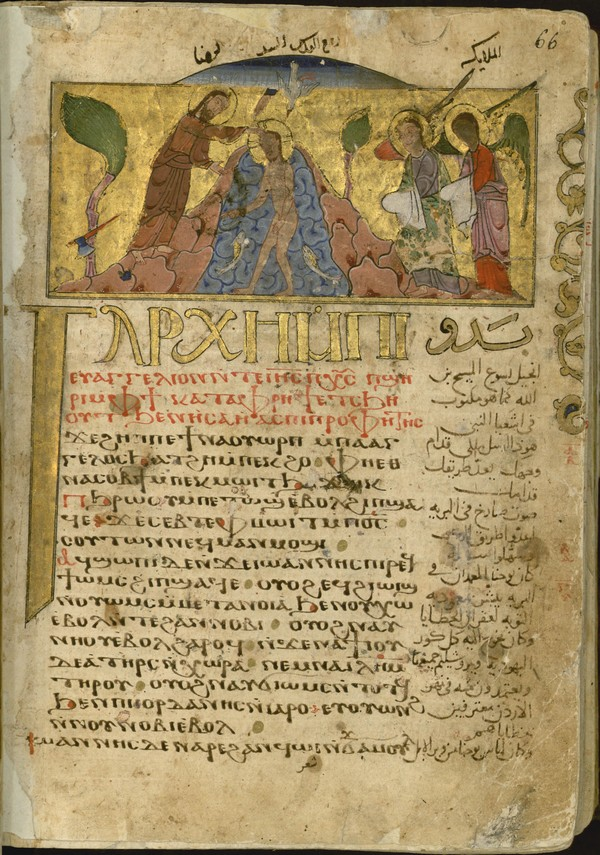
Євангеліє від Марка з 1249/1250 року з коптською і арабською мовами

Початково Єгипетська церква використовувала грецьку мову. Перехід на коптську мову – остання форма єгипетської мови – сталося в роках 180-200. Коптська мова функціонувала в сімох діалектах. Новий Заповіт перекладено на п'ять з них. Коптські переклади представляють текст александрійський, переклад саїдський (copsa) і бохаїрський (copbo) є нашаруванням західнього тексту. Переклад саїдський був досить вільним, бохаїрський був дуже невільним, мав тенденцію до перекладання кожного слова, використовував навіть граматичне запозичення. 52 рукописи є двомовні: містять поряд з текстом коптським текст грецький, 2 рукописи є трьохмовні, містять текст: грецький, коптський, арабський. 

### Діалект саїдський
На початку було частково перекладено на саїдський діалект (copsa), який використовувався в гірському Єгипті (знання грецької мови не було тут розповсюдженим). Пізніше його було доповнено відсутніми книгами. Невідома точна дата постання перекладу, дослідники вказують дати, починаючи з середини ІІ ст. до початку IV ст.  Цей переклад, в принципі, репрезентує александрійський тип тексту. Проте в текстах Євангелія від Івана і Дій Апостолів включає в себе досить багато західних нашарувань. Текст саїдського діалекту розташований між текстом грецьких кодексів A i B, найближчий є для {\displaystyle {\mathfrak {P_{}^{75}}}}, також є подібним до кодексу Т, – двомовного греко-саїдського кодексу. На основі ранніх рукописів можна побачити повільний процес перегляду тексту. У ІХ ст. діалект саїдський почав поступатися діалекту бохаїрському. Рукописи, що предтавляють цей переклад були знайлені в XVIII ст. Є 560 відомих саїдських рукописів, які каталогізовані Інститутом у Мюнстері, жоден з них не є повним. В Діях Аростолів по суті, передається олександрійський текст, з невеликою кількістю читань західного тексту. У "апостольському декреті" в Діях 15:19 дійшло до накладання олександрійського тексту і західного читання. В листах Ап. Павла є олександрійський текст з тіню західного тексту, подібно до {\displaystyle {\mathfrak {P_{}^{46}}}} і Кодексу Ватиканського. У поширених та знаних Листах саїдський переклад являє собою класичний олександрійський текст і є далеким відносно решти текстів, дуже резонує з кодексом B. Саїдські рукописи пропускають ті ж вірші, що і грецькі рукописи, які представляють александрійський тип тексту. Порядок Євагелій: Івана, Матвія, Марка і Луки. Лист до Євреїв поміщений по 2 Кор, перед Гал. В багатьох рукописах немає книги Об'явлення. 

### Важливіші рукописи
- Crosby-Schøyen Codex, на 52 папірусових листках. Містить повний текст 1 Петра, більше того Йони, 2 Макк, Peri Paschu Мелітона і анонімова Хомілії. Датований ІІІ/IV ст. переховується в Duke University.
- MS. Or. 7594 містить Повторення Закону, Йони, і Дії Апостольські (у цьому порядку) датується на кінець ІІІ або початок IV ст. зберігається в Британській Бібліотеці.
- Michigan MS. Inv. 3992 містить 1 Кор, Лист до Тита і Псалми, походить з IV ст. Berlin MS. Or. 408 i British Museum Or. 3518 склали спочатку один рукопис, що містить Об'явлення, 1 Івана, Послання до Филимона (у цьому порядку), датований на IV ст.
- Колекція Chester Beatty представляє три саїдських рукописи Нового Заповіту, датується VI або VII ст. Один з них включає в себе Дії і Євангеліє від Івана, другий – Послання Павла і Євангелія, треті – тексти Псалмів від І до L і перший розділ Матвія. Деякі рукописи містять довше закінчення Євангелія Марка (Мк 16:9-10), але інші ж ні, Івана 7:53-8:1 був залишений з усіх рукописів. [26]
- Зберігається в Берліні P. 15926 стисло передає західний текст Нового Заповіту.
- George Horner приготував критичне видання саїдського тексту в 1911-1924р. [27]

### Діалект бохаїрський
Переклад на діалект бохаїрський (copbo) використовується в дельті Нілу – був зроблений в ІІІ ст. а найпізніше на початку IV ст. Історія бохаїрського перекладу є найбільш складною з усіх коптських діалектів. Раніше передбачалося, що бохаїрський переклад був зроблений на основі грецького рукопису, що представляє пізній александрійський текст. В ХХ ст. було відкрито два фрагменти (з IV-V ст. ), що змінилои думку вчених на рахунок історії бохаїрського тексту.  Текст через непереказування на стільки відрізняється від пізніх відомих нам рукописів, що його іменували прото-бохаїрський (copbo). Відрізняється навіть мова. Порядок книг: Євангелія (Івана, Матвія, Марка, Луки), Послання Ап. Павла (до Євреїв поміщений після 2 Солунян і до 1 Тимофія), Послання, Дії Апостольські, Об'явлення.  Об'явлення містять лише деякі рукописи. 
В цьому перекладі був використаний переклад саїдський, що видно в деяких частинах тексту, також можна зауважити вплив західного тексту, у той час як текст візантійський важко розрізнити. У ХІ ст. коли перенесли патріархат з Александрії до Каїру, діалект бохаїрський вже був домінуючою мовою в коптській Церкві, у зв'язку з цим переклад Нового Заповіту на діалект бохаїрський (copbo) став офіційним текстом коптської Церкви в Єгипті. Не є зрозуміло чи текст бохаїрський був коли-небудь перевірений. 
Збереглося більше ніж сто рукописів бохаїрського діалекту, вони мають пізніше походження. Найстарший комплект Євангелій походить тільки з 1174 року, наступний з 1178-1180, а ще з 1192 року. Решта рукописів датуються ХІІІ ст. і в наступних роках. Бодмер відкрив папірус – Папірус Бодмер ІІІ – містить більшу частину Євангелія Івана, датовано з IV ст. (можливо також є з V ст. ). Також фрагмент Послання до Филип'ян, який передає текст в саїдському звучанню.  Всі рукописи містять Марка 16:9-20, в той час як тексти Івана 5:4, і Івана 7:53 – 8:11 були відкинені у всіх основних манускриптах. Джордж Хорнер підготував критичне видання бохаїрського тексту в період 1898-1905. 

### Інші коптські діалекти
Трохи пізніше був переведений Новий Завіт на діалекти середнього Єгипту: фаумський (copfay), ахміміцький (copach) і субахміміцький (copach2), вони взяли за основу частково грецький текст, і частково більш раннішній текст бохаїрського перекладу, насамперед на діалект саїдський. Точний час їх постання важко встановити, відомо тільки, що існували у IV ст.  Ці переклади, в переважній більшості, представляють текст александрійський, крім того помітна їх залежність від тексту західного та їх одночасне співзвуччя з старолатинськими перекладами. Рукописи, які збереглися до наших днів, не передають повного Нового Заповіту в діалектах середнього Єгипту. 

## Готський переклад

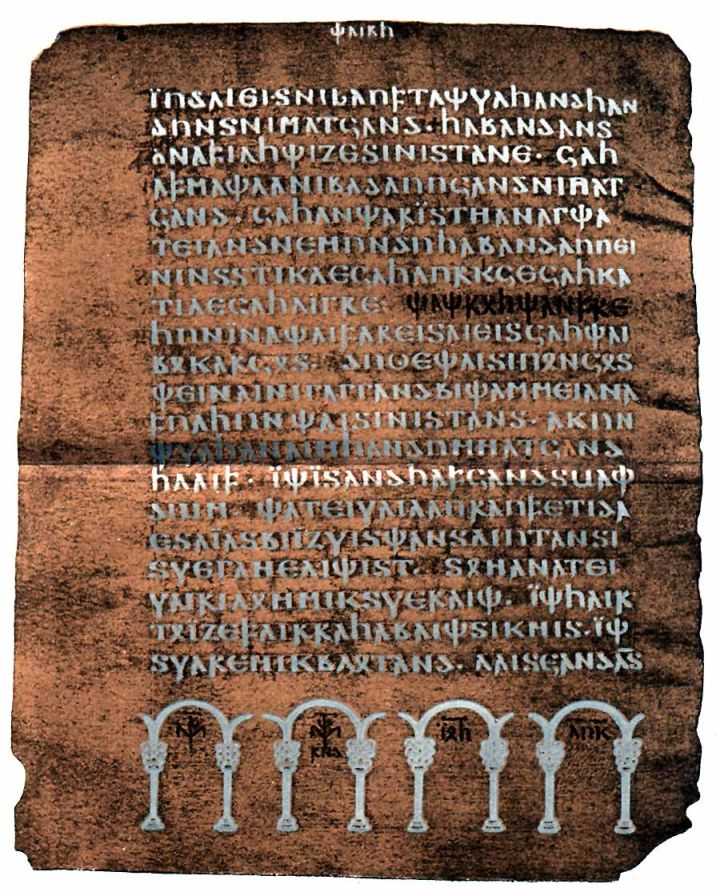
Срібна Біблія

Готський переклад відрізняється від інших старожитніх перекладів, що дата,перекладач та обставини її створення відомі. Ульфіла (310-383), «грецький апостол», діючи в області Дакії і Босфору, він навертав Остроготів на віру християнську аріанського обряду. Будучи єпископом Тавійської, він брав участь у роботі Першої ради Ніцци (325). Перш ніж він почав працювати в перекладах, він створив перший готичний алфавіт на основі грецького, тому що не хотів використовувати стародавньонімецькі руни. Іншою проблемою було відсутність термінології, тому словник був розширений запозиченням з грецької та латинської мов. Він задумав побудувати речення на грецькому синтаксисі. Переклад Ульфіли був використаний в штаті Остроги в Італії, який тривав коротко (488-554). Незабаром після того, як перейшли на католицтво, готична мова була втрачена, і ніхто не зацікавлений в читанні перекладу Ульфілі. 
Текст Нового Заповіту являє собою візантійську текстову традицію (сім'я Е), близька до цитат Злотоуста. Текст Послання Павла близький до Пешитти. Збережені рукописи містять багато акцентів західного тексту, можливо, вони були додані пізніше, у період Остроготів. 
Найважливішим рукописом є Кодекс Аргентеус, "Срібна Біблія", написана срібними та золотими літерами на пурпурному пергаменті. Він містить чотири Євангелія в порядку: Матвія, Іоанна, Луки, Марка. На сьогоднішній день 188 карт (їх спочатку було 336). Він був готовий до Теодора Великого (455-526), короля Острогів, незабаром після його коронації в Равенні чи Брешіа. Після смерті Федорича кодекс був забутий. Він не був включений в будь-які каталоги та списки книг. Вона була виявлена в XVI столітті. Під час тридцятирічної війни шведи взяли його. Він зараз утримується в Уппсалі. У 1970 році, в Спіжі, був виявлений один з відсутніх сторінок фрагменту коду Шпейере, вона закінчується Євангеліє від Марка. Відтепер кодекс має 188 карток. Решта рукописів Нового Заповіту готики, крім одного винятку, є палімпсестами. Вони також фрагментарні. Каролінський кодекс містить Римлян 11-15, текст двомовний, латино-готичний, палімпсест; зберігається в Вольфенбюттелі. Амброзіанський кодекс А і Амброзіанський кодекс В містять фрагменти всіх послань Павла, але тільки 2 Коринтян зберегли в повному обсязі. 

## Зовнішні посилання
- Robert Waltz, Versions of the New Testament [Архівовано 28 травня 2017 у Wayback Machine.] 2007 Encyclopedia of Textual Criticism